# Agent Aika
Agent Aika (яп. アイカ Айка, «Агент Айка», стилизовано AIKa) — приключенческий фантастический аниме-сериал, снятый в формате OVA. Сериал состоит из 7 серий и 1 специального эпизода. Режиссёр — Кацухико Нисидзима, сценарий — Кэнъити Канэмаки.
Премьера состоялась 25.04.1997.
Agent Aika является своего рода пародией на фильмы о Джеймс Бонде с одним лишь отличием, что главной героиней является сексапильная дама Айка. В аниме присутствует большое количество фансервиса и панцушотов.
Вследствие повышенного интереса к аниме было снято продолжение из 3 OVA-серий AIKa R-16 в 2007 году и AIKa Zero в 2009 году.

## Сюжет
В недалёком будущем в результате глобальной катастрофы большая часть земли оказалась погребена под толщей океанических вод. Появилась новая профессия искателей утерянных ценностей на дне океана.
Айка Сумэраги со своей напарницей Рион работают в небольшой частной фирме К2 под руководством Годзо Аиды, отца Рион. Из-за небольших цен на услуги фирма едва держится на плаву, и по этой причине Айка берётся за выполнение опасной миссии по нахождению таинственного Лагу. Позже она понимает, что они не одни заинтересованы в нахождении этого артефакта.

## Персонажи

### Основные
Айка Сумэраги (яп. 皇藍華 Сумэраги Айка) — главная героиня; умная, красивая, сильная. Опытный пилот реактивного истребителя и эксперт по боевым искусствам, кроме того в её арсенале бюстье, которое придает ей супер силы. Работает в частной компании К2, которая основана Годзо Аидой, занимается розыском и подъёмом утерянных технологий, артефактов с затопленных городов. Возраст: 26 лет.
Сэйю: Рэй Сакума
Рион Аида (яп. 相田りおん Аида Рион) — помощница Айки, активная, любопытствующая особа из-за чего часто попадает в неприятные ситуации. Возраст: 18 лет.
Сэйю: Хироко Кониси
Годзо Аида (яп. 相田郷造 Аида Годзо:) — отец Рион и по совместительству её босс, основатель и директор компании К2, был активным промышленным шпионом, вышел в отставку. Возраст: 51 год.
Сэйю: Акио Оцука
Сюнтаро Митикуса (яп. 道草旬太郎 Митикуса Сюнтаро) с трудом окончил училище и присоединяется к компании К2 с помощью отца, возглавляющего крупную компанию по сбору артефактов с океанических глубин. Любит наряжаться в форму девушек Делмо-корпуса. Возраст: 21 год.
Сэйю: Масая Оносака
Гасто (яп. ガスト・タービュランス Гасуто Та:бюрансу) — сын президента компании. Предпочитает независимость, влюблён в Айку, оказывается в нужном месте, чтоб помочь даме сердца. Возраст: 24 года.
Сэйю: Дзюрота Косуги

### Делмо-корпус
Делмо-корпус, также носящий название Делмогения (яп. デルモゲニイ Дэрумогэнии), представляет собой военизированное собрание дам под предводительством профессора Хагена. В корпусе существует чёткая иерархия чинов и спецификации работы. Преданы своему предводителю Хагену, и даже после поражения Хагена Делмо корпус продолжает функционировать. Основная цель корпуса — захватить Айку и отомстить за профессора Хагена.
Рудольф Хаген (яп. ルドルフ · ハーゲン Рудоруфу Ха:гэн) родился, как генетически измененный ребенок из пробирки, в процессе чего он получил превосходный набор генов. Вследствие чего, он окружает себя красивыми, сильными и умными женщинами, чтобы передать его гены следующему поколению. Злой гений, который создал военизированную организацию, в состав которой входят только женщины, чтобы найти Lagu, дабы использовать его в своих целей. Считает, что Lagu Земли — это вакцина самой планеты, направленная на уничтожение человечества, которое осквернило землю. Планирует заселить Землю, после её очищения, со своим потомством.
Сэйю: Канэто Сиодзава
Белый Делмо (яп. ホワイトデルモ Ховайто Дэрумо) — офицерский класс и телохранители Хагена, наблюдающий за работой и боеспособностью судна.
Капитан — безымянная зеленоволосая красавица, безоговорочный лидер на корабле после Хагена, после его кончины берёт на себя полное командование, целью которой теперь является месть.
Сэйю: Юко Нагасима
Адъютант — заместитель командира Делмо корпуса, любовница капитана.
Сэйю: Акико Хирамацу
Нина Эсуко (яп. ニナ エスコ Нина Эсуко) — одна из участниц нападения на авиабазу, где была руководителем операции.
Сэйю: Акэми Окамура
Золотой Делмо (яп. ゴールデンデルモ Го:рудэн Дэрумо) — специальный отряд быстрого реагирования. Боевая мощь корабля.
Бьянка (яп. ビアンカ Бианка) — девушка с короткими красными волосами, лидер отряда Делмо. 
Сэйю: Минами Такаяма
Рие Путориякова (яп. リエ・ペトリヤコワ Риэ Путориякова) — оперативница, которая старается изучить стиль борьбы Айки.
Сэйю: Икуэ Отани
Сания (яп. サニア Саниа)
Сэйю: Мики Нагасава
Тоня (яп. トニア Тониа)
Сэйю: Кикуко Иноуэ
Синий Делмо (яп. 青デルモ Ао Дэрумо) — боевой отряд, отвечающий за безопасность на корабле.
Лидер
Сэйю: Юри Сиратори
Валерия (яп. ヴァレリー Варэри:)
Сэйю: Сихо Ниияма
Кэтрин (яп. キャサリン Кясарин)
Сэйю: Вакана Ямадзаки
Чёрный Делмо (яп. 黒デルモ Куро Дэрумо) — пехота, отвечающая за проведение простых миссий.
Кана (яп. かな)
Сэйю: Вакана Ямадзаки
Мисаки (яп. みさき)
Сэйю: Каори Тагами
Юки (яп. ゆき)
Сэйю: Юмико Судзуки
Саэ (яп. さえ)
Сэйю: Канако Мицухаси
Розовый Делмо (яп. ピンクデルモ Пинку Дэрумо) — технический отряд, состоящий из механиков и инженеров.
Сьюзи (яп. スージ Су:дзи) — лидер отряда.
Сэйю: Вакана Ямадзаки
Вивиан (яп. ビビアン Бибиан)
Сэйю: Канако Мицухаси
Лиз (яп. リズ Ридзу)
Сэйю: Юмико Судзуки
Бетти (яп. ベティ Бэти)
Сэйю: Дзюнко Такэути

## Список серий
| Эпизод | Название | Трансляция в Японии |
| ------ | --- | ------------------- |
| 1      | Испытание 1 - Прекрасный агент «TRIAL.1 Beautiful Agent» (超能力の美少女)                                                 | 25.04.1997          |
| 2      | Испытание 2 - Оголённая миссия «TRIAL.2 Naked Mission» (宇宙豆(そらまめ)の唄が聞こえる)                                   | 25.06.1997          |
| 3      | Испытание 3 - Захват Позиции «TRIAL.3 Take off Position!?» (悩める吸血少年)                                               | 25.09.1997          |
| 4      | Испытание 4 - Цветение цветка в космосе «TRIAL.4 A Flower Blooming in Space» (ボスとななこと機関銃)                       | 25.05.1998          |
| 4,5    | Специальное расследование Айки «AIKa SPECIAL TRIAL» (暴れていいとも! 筋肉娘)                                              | 25.08.1998          |
| 5      | Испытание 5 - Операция "Золотой делмо" «TRIAL.5 The Golden Delmo Operation» (オリーブは悪魔の匂い)                        | 25.01.1997          |
| 6      | Испытание 6 - Операция Делмо "Серебряный цвет" «TRIAL.6 Delmo Operation: White Silver» (オリーブは悪魔の匂い)             | 18.12.1998          |
| 7      | Испытание 7 - Перерыв в решающей битве на базе Делмо «TRIAL.7 Break the Decisive Battle! Delmo Base» (不思議の国のななこ) | 25.04.1999          |

## Музыка
| Серии                  | Название                        | Исполнитель             | Длительность |
| Открывающие композиции |                                 |                         |              |
| ---------------------- | ------------------------------- | ----------------------- | ------------ |
| 1-4                    | "Silent City "                  | Mari Sasaki             | 5:16         |
| 4.5                    | «Ao no Kurusu»                  | Kishi Kyouko            | 4:20         |
| 5-7                    | «Manatsu no Seiza»              | Mink                    | 4:08         |
| Закрывающие композиции |                                 |                         |              |
| 1-4                    | «More Natural»                  | Konishi Hiroko          | 4:46         |
| 4.5                    | «Aa, Jinsei Taete Hana mo Saku» | Sakuma Rei,Ootsuka Akio | 4:15         |
| 5-7                    | «Dance with me tonight»         | Punky Fruits!           | 3:38         |